# Saint-Denis-d’Augerons
Saint-Denis-d’Augerons ist eine französische Gemeinde mit 77 Einwohnern (Stand 1. Januar 2022) im Département Eure in der Region Normandie (vor 2016 Haute-Normandie); sie gehört zum Arrondissement Bernay und zum Kanton Breteuil.

## Geographie
Saint-Denis-d’Augerons liegt etwa 55 Kilometer westsüdwestlich von Évreux. Umgeben wird Saint-Denis-d’Augerons von den Nachbargemeinden Montreuil-l’Argillé im Westen und Norden, Saint-Pierre-de-Cernières im Nordosten, Mélicourt im Osten, Notre-Dame-du-Hamel im Südosten, Saint-Laurent-du-Tencement im Süden sowie Verneusses im Südwesten und Westen.

## Bevölkerungsentwicklung
| Jahr                       | 1962 | 1968 | 1975 | 1982 | 1990 | 1999 | 2006 | 2019 |
| Einwohner                  | 135  | 144  | 117  | 109  | 92   | 97   | 87   | 82   |
| Quellen: Cassini und INSEE |      |      |      |      |      |      |      |      |

## Sehenswürdigkeiten
- Kirche Saint-Denis aus dem 13. Jahrhundert, seit 2009 Monument historique

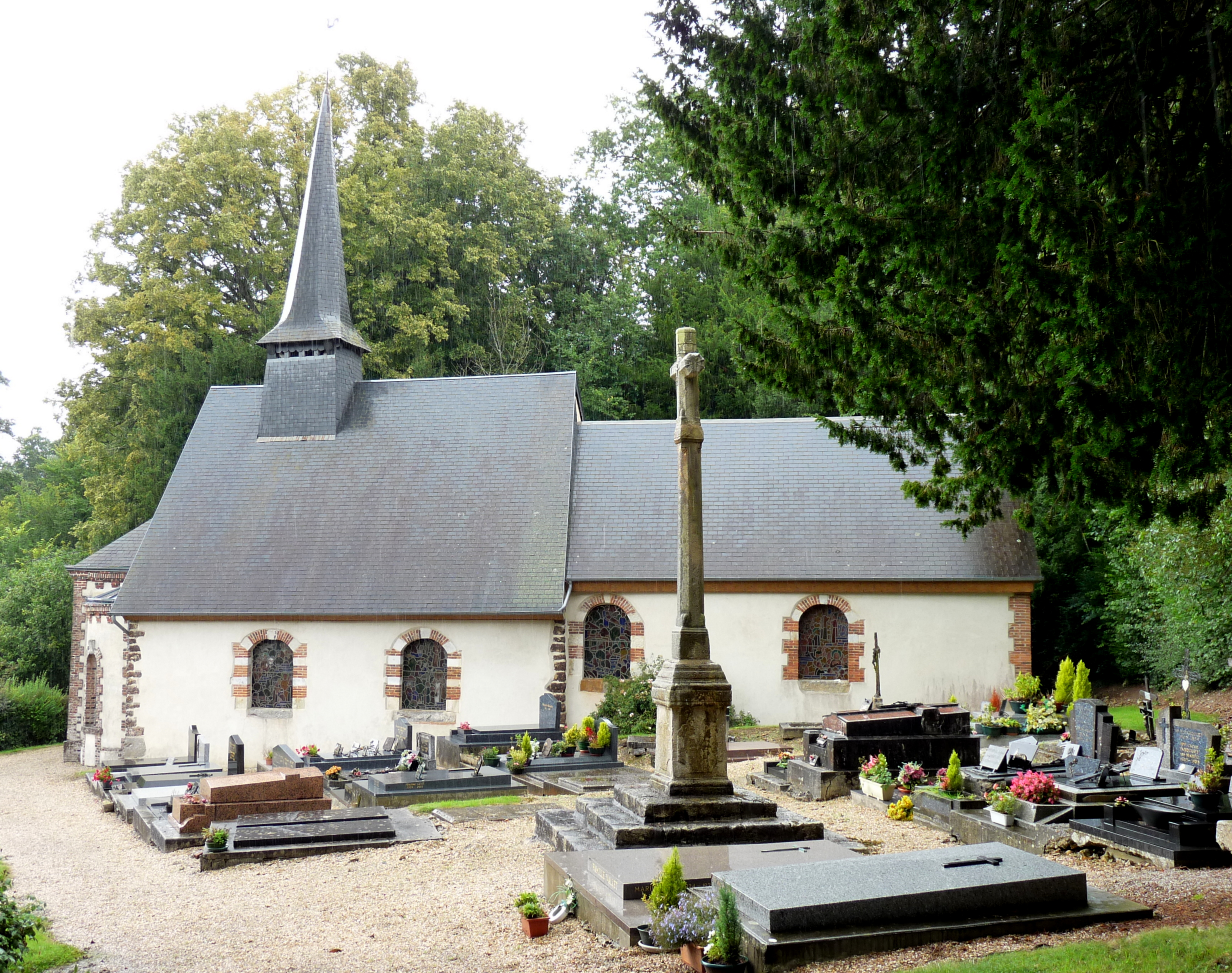
Kirche Saint-Denis